# Lastomír
Lastomír (Hongaars: Lasztomér) is een Slowaakse gemeente in de regio Košice, en maakt deel uit van het district Michalovce.
Lastomír telt 1.140 inwoners.